# Église Sainte-Lucie de Barletta
Pour les articles homonymes, voir Église Sainte-Lucie.
L'église Sainte-Lucie (italien : chiesa di Santa Lucia) est un lieu de culte catholique situé sur le territoire de la municipalité italienne de Barletta dans la province de Barletta-Andria-Trani dans les Pouilles. Le bâtiment date du XIVe siècle et est situé dans le quartier Santa Maria, plus précisément à proximité de la Via Cavour, anciennement Strada del Cambio, et du Vicoletto Santa Lucia.

## Histoire
Les origines de l'église Sainte-Lucie remontent au début du XIIIe siècle lorsque, le long de l'actuelle Via Andria, située alors hors-les-murs, se trouvait un bâtiment du même nom appartenant aux religieuses de l'Ordre des Prêcheurs. Le transfert des religieuses au complexe actuel ne peut pas être daté de manière certaine mais, grâce à des documents historiques et des parchemins, il est possible d'affirmer qu'à la fin du XIVe siècle, elles avaient déjà trouvé refuge dans l'église protégée par les murailles érigées par les Angevins. La construction du monastère et de l'église liée s'est déroulée par étapes, à travers l'achat de parties de bâtiments du quartier, ce qui lui a valu d'avoir un premier positionnement latéral du portail d'entrée le long de l'ancienne Strada del Cambio. La communauté religieuse échappe à l'action de Joachim Murat envers les ordres religieux en 1809 et en 1826, l'église est consacrée par l'évêque de l'archidiocèse de Trani-Barletta-Bisceglie, Gaetano Franci. Le 17 février 1861, suivant décret législatif, le monastère est supprimé et l'année suivante les bâtiments annexes passent aux mains du gouvernement. En 1901, la tour de Sainte-Lucie est démolie pour des raisons de défaillance structurelle. Au cours des années 1960, le portail d'accès est déplacé de la Via Cavour au Vicoletto Santa Lucia et ce n'est qu'en 1966 que l'église acquiert  le titre de paroisse.